# 신재흠
신재흠(申在欽, 1959년 3월 26일 ~ )은 대한민국의 전 축구 선수 및 지도자이다.
2004년 12월 연세대학교 감독으로 선임되어 2019학년도 1학기까지 근무했다.